# Gmina Trzemeszno
Die Gmina Trzemeszno ist eine Stadt-und-Land-Gemeinde im Powiat Gnieźnieński der Woiwodschaft Großpolen in Polen. Ihr Sitz ist die gleichnamige Stadt (deutsch Tremessen) mit etwa 7660 Einwohnern.

## Gliederung
Zur Stadt-und-Land-Gemeinde gehören neben der Stadt Trzemeszno 21 Dörfer mit Schulzenämtern und weitere Ortschaften.
| Name               | Einwohner (2009) | deutscher Name (1815–1918) | deutscher Name (1939–1945)                |
| ------------------ | ---------------- | -------------------------- | ----------------------------------------- |
| Bieślin            | 0138             | Bieslin                    |                                           |
| Brzozowiec         | 061              |                            |                                           |
| Bystrzyca          | 034              | Bystrzyce                  | 1939–1945 Bistritz                        |
| Cytrynowo          | 0110             | Cytronshof                 |                                           |
| Duszno             | 074              | Duschno                    | 1939–1945 Hochberg                        |
| Dysiek             | 032              | Dysiek                     | 1939–1945 Düsteln                         |
| Folusz             | 06               | Folluschmühle              |                                           |
| Gołąbki            | 083              | Golombki                   | 1939–1945 Taubenwalde                     |
| Grabowo            | 078              | Buchfelde                  |                                           |
| Huta Trzemeszeńska | 028              | Huttatremessen             | 1939–1945 Tremessener Hütten              |
| Ignalin            | 02               | Ignalin                    |                                           |
| Jastrzębowo        | 0242             | Rosenau                    | 1939–1943 Rosenau 1943–1945 Krentzrosenau |
| Jerzykowo          | 027              | Jerschikau                 | 1939–1945 Jerschikau                      |
| Kamieniec          | 0224             | Kamieniec                  | 1939–1945 Steinau                         |
| Kierzkowo          | 042              | Kierschkowo                | 1939–1945 Schwerin                        |
| Kozłowo            | 095              | Kozlo                      | 1939–1945 Koslau                          |
| Kozłówko           | 057              | Kozlowko                   | 1939–1945 Sanddorf                        |
| Kruchowo           | 0867             | Kruchowo                   | 1939–1945 Bruchfelde                      |
| Kurzegrzędy        | 02               |                            |                                           |
| Lubiń              | 0249             | Lubin                      | 1939–1945 Gernrode                        |
| Ławki              | 087              | Bankwitz                   |                                           |
| Miaty              | 0291             | Miaty                      | 1939–1945 Mattfelde                       |
| Mijanowo           | 0107             | Tauschendorf               |                                           |
| Miława             | 089              | Milawa                     | 1939–1945 Libenau                         |
| Niewolno           | 0410             | Freihof                    |                                           |
| Ochodza            | 0183             | Königlich-Ochodza          | 1939–1945 Trittwalde                      |
| Ostrowite          | 0171             | Ostwingen                  |                                           |
| Pasieka            | 020              | Pasieka                    | 1939–1945 Hüttenberg                      |
| Płaczkowo          | 0170             | Placzkowo                  | 1939–1945 Vogtsfelde                      |
| Popielewo          | 0145             | Popielewo                  | 1939–1945 Aschfelde                       |
| Powiadacze         | 046              | Hirschfelde                |                                           |
| Rudki              | 0341             | Rutki                      | 1939–1945 Rasenstein                      |
| Smolary            | 080              | Smolary                    |                                           |
| Szydłowo           | 0181             | Schidlowo                  | 1939–1945 Ortenau                         |
| Szydłowo Drugie    | 025              |                            |                                           |
| Święte             | 020              | Swiente                    | 1939–1945 Heiligenberg                    |
| Trzemeszno         | 7840             | Tremessen                  |                                           |
| Trzemżal           | 0320             | Tschemsal                  | 1939–1943 Tschemsal 1943–1945 Schemsal    |
| Wydartowo          | 0451             | Wiederau                   | 1939–1943 Wydartowo 1943–1945 Wiederau    |
| Wymysłowo          | 0363             | Wymyslowo                  |                                           |
| Zieleń             | 0536             | Zielin                     | 1939–1945 Zielen                          |